# Petr Malkov
Petro Oleksandrovyč Malkov (in ucraino Петро Олександрович Малков?; in russo Петр Александрович Малков?, Petr Aleksandrovič Malkov; Orsk, 26 marzo 1960) è un allenatore di hockey su ghiaccio ed ex hockeista su ghiaccio sovietico, che nel 1992 assunse la cittadinanza ucraina.

## Carriera

### Giocatore
Ha giocato nel massimo campionato sovietico di hockey su ghiaccio con le maglie di Kristall Saratov (1981-1982), Sokol Kiev (1985-1990) e HK CSKA Mosca (1990-1991), per poi trasferirsi in Svizzera, dove ha giocato con l'HC Ambrì-Piotta e il GDT Bellinzona.
Ha giocato un'universiade invernale con la maglia dell'Unione Sovietica e due mondiali di gruppo C con quella dell'Ucraina.

### Allenatore
Terminata in Svizzera la carriera di giocatore, Malkov ha a lungo allenato squadre elvetiche. Tra il 2008 e il 2010 è stato assistente allenatore del Torpedo Nizhny Novgorod in Kontinental Hockey League.
Dal 2016 è allenatore dell'Hockey Como, squadra della Italian Hockey League; fino al 2021 ha allenato la prima squadra, poi il settore giovanile.